# بود زاکلاشتورنه
بود زاکلاشتورنه (به لهستانی: Budy Zaklasztorne) یک روستا در لهستان است که در گمینا پوشچا ماریانگسکا واقع شده‌است. بود زاکلاشتورنه ۴۴۰ نفر جمعیت دارد.